# Liste von Triebwagen auf der Weltausstellung Turin 1911
Die Liste von Triebwagen auf der Weltausstellung Turin 1911 führt die Triebwagen auf, die auf der Ausstellung gezeigt wurden. Bei den Vollbahntriebwagen war neben Preußen nur noch Frankreich mit einem eigenwilligen Dampftriebzug vertreten, das außerdem noch einen Wagen der Métro Paris ausstellte. Die Technik der Vollbahntriebwagen steckte generell noch in den Anfängen. Bei den Straßenbahnwagen dominierten die einheimischen italienischen Hersteller. MAN präsentierte Straßenbahnwagen mit radial einstellbaren Achsen. Weiter wurden die Leichenwagen der Straßenbahn Mailand vorgestellt.

## Vollbahn- und U-Bahn-Triebwagen
| Land       | Bahngesellschaft                                                              | Kürzel          | Baureihe                                                                | Betriebs-nummer        | Hersteller | Bauart                 | Bild |
| ---------- | ----------------------------------------------------------------------------- | --------------- | ----------------------------------------------------------------------- | ---------------------- | --- | ---------------------- | ---- |
| Frankreich | Chemins de fer du Nord                                                        | Nord            | VV                                                                      |                        | Buffaud & Robatel                                                                                              | 2 + A1 + 2 n2t         |      |
| Frankreich | Société du chemin de fer électrique souterrain Nord-Sud de Paris, Métro Paris | Nord–Sud        |                                                                         |                        | Omnium lyonnais de chemins de fer et tramways                                                                  | Bo’Bo’                 |      |
| Preußen    | Preußische Staatseisenbahnen                                                  | K.P.u.G.H.St.E. | Wittfeld-Akkumulatortriebwagen                                          | AT3 377 + 378 Hannover | Van der Zypen & Charlier Akkumulatorenfabrik Siemens-Schuckertwerke                                            | 2’A+A2’                |      |
| Preußen    | Preußische Staatseisenbahnen                                                  | K.P.u.G.H.St.E. | Wittfeld-Akkumulatortriebwagen                                          | AT4 233 + 234          | Aktiengesellschaft für Fabrikation von Eisenbahnmaterial zu Görlitz Akkumulatorenfabrik Siemens-Schuckertwerke | 2’1 + A2’              |      |
| Preußen    | Preußische Staatseisenbahnen                                                  | K.P.u.G.H.St.E. | Benzolelektrischer Triebwagen                                           | VT2 160 Danzig         | Gebrüder Gastell, AEG, Gasmotorenfabrik Deutz                                                                  | 2’Bo’                  |      |
| Preußen    | Preußische Staatseisenbahnen                                                  | K.P.u.G.H.St.E. | Benzolelektrischer Triebwagen                                           | VT2 161 Kattowitz      | Waggonfabrik Rastatt, Bergmann, Gasmotorenfabrik Deutz                                                         | 2’Bo’                  |      |
| Preußen    | Preußische Staatseisenbahnen                                                  | K.P.u.G.H.St.E. | Elektrischer Vorortstriebzug für Hamburg-Altonaer Stadt- und Vorortbahn | ET2 721 + 722 Altona   | Breslauer AG, AEG                                                                                              | Bo’1 + 1 2’ 6 kV 25 Hz |      |
| Preußen    | Preußische Staatseisenbahnen                                                  | K.P.u.G.H.St.E. | Elektrischer Vorortstriebzug für Hamburg-Altonaer Stadt- und Vorortbahn | ET2 769 Altona         | Van der Zypen & Charlier, AEG                                                                                  | Bo’1 6 kV 25 Hz        |      |
| Preußen    | Preußische Staatseisenbahnen                                                  | K.P.u.G.H.St.E. | Tunnelinspektionswagen                                                  | 10021 Saarbrücken      | Waggonfabrik Lüttgens, AEG                                                                                     | A1A                    |      |
| Preußen    | Preußische Staatseisenbahnen                                                  | K.P.u.G.H.St.E. | Akku-Turmtriebwagen                                                     | 700147 Altona          | Van der Zypen & Charlier, Siemens-Schuckertwerke                                                               | AA1                    |      |

## Straßenbahnwagen
| Land               | Bahngesellschaft                                              | Hersteller                  | Bauart                                                                 |
| ------------------ | ------------------------------------------------------------- | --------------------------- | ---------------------------------------------------------------------- |
| Königreich Italien | Straßenbahn Ferrara: SA Ferrarese Trazione Forza e Luce (TFL) | MAN, AEG, Thomson-Houston   | Motorwagen, 2-achsig 6 Plätze 1. Klasse, 18 Plätze 2. Klasse 2 × 35 PS |
| Königreich Italien | Straßenbahn Palermo                                           | MAN, Siemens-Schuckertwerke | Motorwagen, 2-achsig 24 Plätze 2. Klasse 2 × 45 PS                     |
| Preußen            |                                                               | MAN, Siemens-Schuckertwerke | Sprengwagen, 2-achsig 8 m³ Wasser 2 × 45 PS                            |
| Belgien            |                                                               | Haine-Saint-Pierre          | Motorwagen, 2-achsig                                                   |
| Königreich Italien | Straßenbahn Mailand                                           | OEFT                        | Leichenwagen (Motorwagen, 2-achsig), 19 Plätze                         |
| Königreich Italien | Straßenbahn Mailand                                           | OEFT                        | Leichenwagen (Anhänger mit Drehgestellen), 36 Plätze                   |
| Königreich Italien |                                                               | Savigliano                  | Anhänger, 2-achsig                                                     |
| Königreich Italien | Straßenbahn Brescia                                           | Togni                       | Motorwagen, 2-achsig, 18 Plätze 2 × 25 PS                              |
| Königreich Italien |                                                               | Carminati & Toselli         | Motorwagen, 2-achsig, 18 Plätze                                        |
| Königreich Italien | Überlandstraßenbahn Mailand                                   | Carminati & Toselli         | Motorwagen mit Drehgestellen, 56 Plätze                                |